# Legion (powieść)
Legion – powieść historyczna polskiej pisarki Elżbiety Cherezińskiej wydana w 2013 roku przez Wydawnictwo Zysk i S-ka. Książka przedstawia historię Brygady Świętokrzyskiej.

## Opis fabuły

### Czas i miejsce akcji
Legion rozpoczyna się od kampanii wrześniowej 1939 roku i kończy w maju 1945, obejmując tym samym cały okres II wojny światowej.
Główna część akcji rozgrywa się w Polsce, ale również na terenie Francji, Szkocji oraz Czech.

### Miejsca akcji
- Warszawa
- Biłgoraj
- Lelków – wieś pod Biłgorajem
- Piekary – wieś pod Piotrkowem
- Kingway
- Częstochowa
- Lasocin
- Kielce
- Praga
- Holýšov
- Všekary
- Borów
- Sielce nad Oką
- Kraśnik
- Iłża
- Glasgow
- Brest
- Złotniki
- Pińsk

### Bohaterowie
- Leonard Szczęsny Zub-Zdanowicz, Ząb
- Antoni Szacki/Dąbrowski, Bohun
- Władysław Kołaciński, Żbik
- Władysław Marcinkowski, Jaxa
- Otmar Wawrzkowicz
- Hubert Jura, kapitan Tom
- Franciszek Balcar, Sanowski
- Jan Poray-Wybranowski, Radosz
- Józef Poray-Wybranowski, Świder
- Kazimierz Poray-Wybranowski, Kret
- Henryk Figuro-Podhorski, Step
- Wacław Piotrowski, Cichy
- Harry V. Tullet
- Petro Werszyhora
- Tadeusz Maj, Łokietek
- Porucznik Dor
- Fenix
- Kazio Komorowski, Tuptuś
- Pola
- Józef Hartman
- Aleksander Łapuszek
- Porucznik Jakub
- Irena Iłłakowiczowa
- Ignacy Oziewicz
- Stanisław Żochowski
- Stanisław Jeute
- Witold Gostomski, Nałęcz
- Kapitan Konrad, Krzysztof
- Dziadek Czaykowski, Ataman
- Władek Dalewski
- Ludwik Ehrlich, Farley
- Grzegorz Korczyński
- Bosman Grzmot
- Mirosław Petelicki
- Zbigniew Stypułkowski
- Kazimierz Tumidajski, Marcin